# Émile Bouétard
Émile Bouétard (1915-1944) est un caporal parachutiste SAS français des Forces françaises libres durant la Seconde Guerre mondiale. Il est considéré par certains auteurs comme le premier soldat français tué des opérations du débarquement de Normandie, l’opération Overlord, après un accrochage avec les troupes occupantes peu après son parachutage en Bretagne dans la nuit du 5 au 6 juin 1944 dans le cadre de l'opération Dingson.

## Biographie
Il est né à Pleudihen-sur-Rance, dans les Côtes-du-Nord, non loin de Saint-Malo, le 4 septembre 1915. Fils de paysan, il s’engage très jeune dans la marine marchande. En 1939, Bouétard est mobilisé comme matelot, et, après la défaite, tente de rejoindre, via Marseille, Casablanca et les États-Unis, le général de Gaulle et les Forces françaises libres. En janvier 1943, il atteint enfin la Grande-Bretagne, et s'engage avec un camarade dans les Forces navales françaises libres, puis, apprenant qu'on recherche des volontaires pour être parachutiste, ils optent pour « le meilleur moyen d'arriver les premiers en France », et, d'après François Souquet, signent leur engagement le 25 février.
Bouétard est donc intégré dans l'une des unités françaises des SAS britanniques, appelée le 4e bataillon d’infanterie de l’air (4e BIA)/4th SAS dans l'armée britannique (futur 2e régiment de chasseurs parachutistes). Ce régiment est alors commandé par le commandant Pierre-Louis Bourgoin. Bouétard s’entraîne avec ses camarades, de camp en camp, du nord de l'Écosse à Manchester, et, malgré une blessure à l'épaule et qu'il soit plus vieux que ses compagnons, achève sa formation. Pour le jour J, il est l’un des 9 SAS du stick du lieutenant Pierre Marienne (1908-1944), qui est parachuté à huit cents mètres du moulin de Plumelec, dans le Morbihan, pour établir la base Dingson. Cette base, installée à 15 km du maquis de Saint-Marcel, doit ensuite accueillir d’autres parachutages de SAS et d'armes. Les SAS, aidés par la Résistance locale, pourront ensuite mener des opérations de guérilla et de sabotage en Bretagne pour ralentir la montée des troupes allemandes vers le front tout juste ouvert par les Alliés en Normandie. Pendant que les autres membres du stick recherchent le matériel parachuté après eux, Bouétard et les membres de l'équipe radio restent en retrait, les quatre hommes protégeant le matériel radio. Découverts, ils engagent le combat ; blessé, Émile Bouétard fut achevé par un supplétif ukrainien ou géorgien de l'armée allemande, entre 0 heure 40 et 1 heure 30, à Plumelec. Ses trois camarades sont capturés.
Si l'horaire de 0 heure 40 le 6 juin 1944 est souvent retenu, il faut nuancer l'appellation de premier mort du débarquement, car deux soldats anglais engagés dans l'opération Deadstick (le lieutenant Herbert Denham Brotheridge et le lance corporal Fred Greenhalgh des Oxfordshire & Buckinghamshire Light Infantry) meurent à la suite de leur engagement pour le contrôle du pont de Bénouville (le fameux Pegasus Bridge), entre 0 heure 16 et 0 heure 30 le 6 juin 1944. D'après le spécialiste des SAS David Portier, la confusion serait due aux fuseaux horaires utilisés par les témoins, paysans bretons dans le cas de Bouétard, soldats alliés dans le cas des soldats britanniques, décalés de deux heures l'un par rapport à l'autre.
Marcel Éveno est secrétaire de la mairie de Locminé. Le 9 juin 1944, un militaire le prévient que le cadavre d’un parachutiste français venait d’arriver à la caserne des Allemands de Locminé et qu’il fallait faire le nécessaire pour inhumer la victime. Après avoir prévenu les autorités, Éveno se rend sur les lieux et voit le cadavre qui était sur une charrette, qui arrivait de la région de Plumelec. Il constate que ce cadavre portait une large blessure à la gorge paraissant être le fait d’une balle explosive. Le côté droit de la tête était entièrement tuméfié et le nez complètement écrasé. Aucune pièce d’identité n’a été découverte sur le corps. Au poignet droit, il portait une plaque d’identité avec les indications suivantes : E Bouétard 35410. Sources : Kristian Hamon, ADIV 1045W82

## Hommages

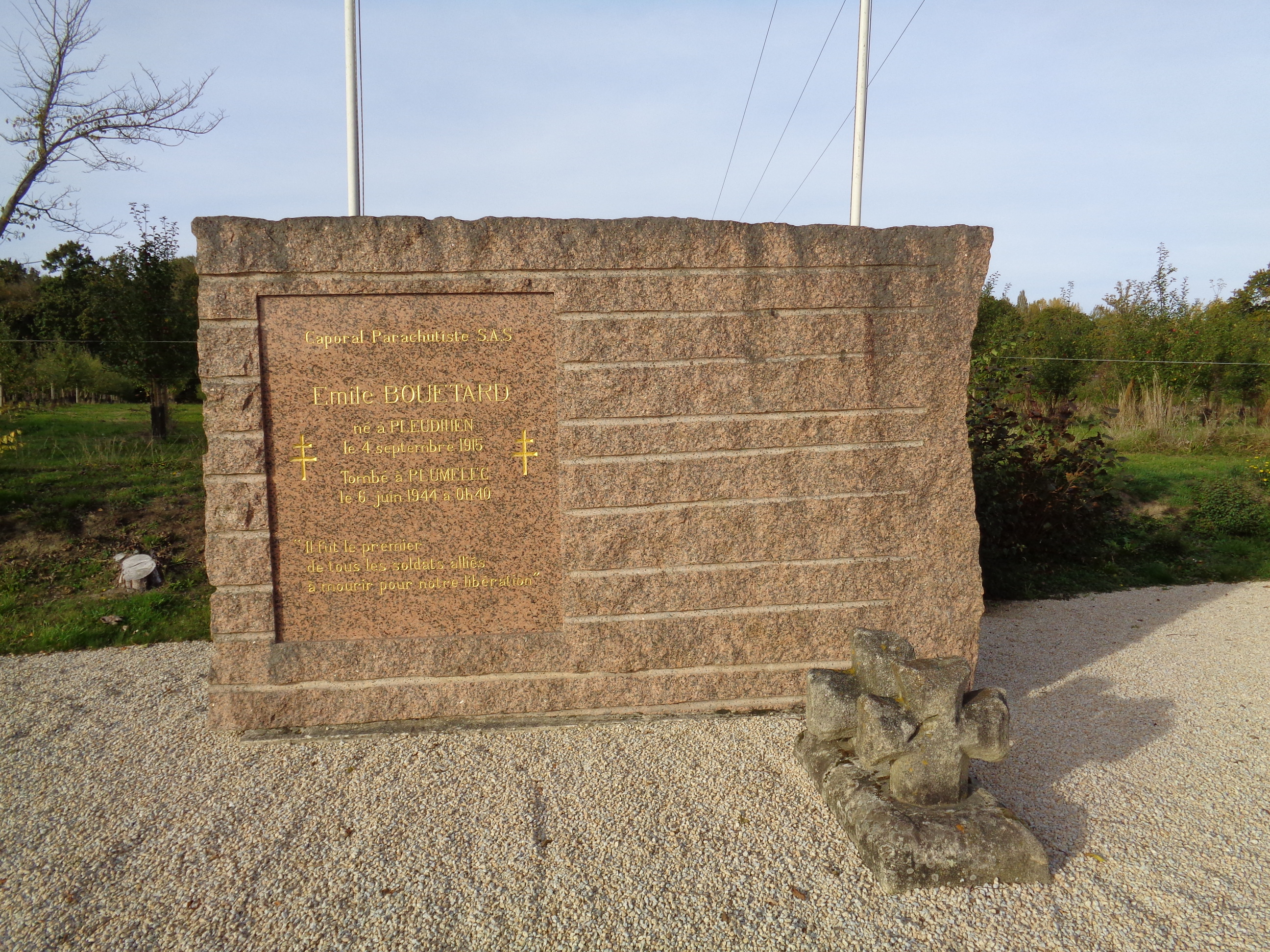
Stèle de Pleudihen-sur-Rance.

- Le 8 juin 1980 : un monument est inauguré à la mémoire d’Émile Bouétard, à proximité du lieu de l’accrochage, au village Le Halliguen à Plumelec, Morbihan.
- Le 21 octobre 1984 : un monument à la mémoire d’Émile Bouétard, érigé aux Croix Saiget, à Pleudihen-sur-Rance, Côtes-d'Armor, non loin de son lieu de naissance[1], a été inauguré en présence d'anciens S.A.S. et d’une assistance nombreuse. L’heure de sa mort est indiquée sur le monument : 0 h 40.
- Le 5 juin 1994 : une place du bourg de Plumelec, inaugurée à l'occasion du 50e anniversaire du débarquement, porte le nom : « Place du Caporal Émile Bouétard ».
- Le 8 mai 2009 : une rue du bourg de Plouguernével (22) est inaugurée et porte le nom : « Émile Bouétard, 1er mort du débarquement ».
- Le 5 juin 2014 : le ministre de la Défense Jean-Yves Le Drian lui rend hommage à Plumelec dans le cadre du 70e anniversaire du Débarquement de Normandie[1],[4].